# Исабаев, Бейбит Оксикбаевич
Бейбит Оксикбаевич Исабаев (каз. Бейбіт Өксікбайұлы Исабаев; род. 4 декабря 1962, Балхашский район, Алма-Атинская область) — казахстанский политический и государственный деятель. Аким Жетысуской области (с 11 июня 2022 года).
Дипломатический ранг — Чрезвычайный и Полномочный Посол.

## Биография
Родился 4 декабря 1962 года в Алматинской области. Казах, Старший жуз, род Жалайыр.
- В 1985 году закончил Казахский государственный университет им. С.М.Кирова;
- В 1999 году закончил Дипломатическую академию МИД РК
- Доктор политических наук (тема диссертации "СМИ в политико-коммуникационной системе казахстанского общества. Политологический анализ", 2004 год).
- Автор 2-х научных монографий, многочисленных научных статей и публикаций по актуальным вопросам международных отношений и средств массовой информации.

С 1985 по 1994 год работал в СМИ, был главным редактором газеты «Оркен — Горизонт», генеральным директором Казахского телевидения.
С 1994 по 1997 год занимал должность заместителя акима города Алматы.
С 1997 по 1999 год являлся слушателем Дипломатической академии МИД РК.
29 декабря 2002 года назначен Национальным координатором по вопросам деятельности организации «Центрально-Азиатское сотрудничество» от Республики Казахстан.
С декабря 2003 по 25 апреля 2006 года — Чрезвычайный и Полномочный Посол Республики Казахстан в Исламской Республике Пакистан.
С апреля 2006 по февраль 2008 года — Чрезвычайный и Полномочный Посол Республики Казахстан в Турецкой Республике.
С 2006 по 2008 год — Чрезвычайный и Полномочный Посол Республики Казахстан в Республике Албания по совместительству.
С 27 февраля 2008 по август 2008 года — вице-министр культуры и информации Республики Казахстан.
С 19 августа 2008 по 25 июня 2009 года — Пресс-секретарь Президента Республики Казахстан. Ранее занимавший эту должность Ерлан Байжанов стал председателем правления госхолдинга «Арна — Медиа».
С 14 июля 2009 по 16 марта 2015 года — Чрезвычайный и Полномочный Посол Республики Казахстан в Кыргызстане.
С 16 марта 2015 по 19 июля 2019 года Чрезвычайный и Полномочный Посол Республики Казахстан в Азербайджанской Республике.
C 19 июля 2019 года назначен руководителем Представительства Президента Республики Казахстан в Парламенте Республики Казахстан.
13 января 2022 года указом президента Республики Казахстан был назначен депутатом сената парламента Казахстана.
11 июня 2022 года избран акимом области депутатами маслихатов всех уровней Жетысуской области, и в тот же день утверждён в должности указом президента Республики Казахстан. Одновременно, тем же указом, прекращены полномочия депутата Сената Парламента Республики Казахстан.

## Дополнительно
Знание языков — казахский, русский, английский, турецкий.

## Награды
- Награждён орденами Парасат[14] и «Құрмет»[15], «За заслуги» (СНГ, 2011 год).
- Медаль «Прогресс» (8 июня 2018 года, Азербайджан) — за заслуги в развитии сотрудничества между Азербайджанской Республикой и Республикой Казахстан[16]
- Медаль «Данк» (2021, Кыргызстан)[17]
- Награждён Почётной грамотой Республики Казахстан (2001), семью медалями РК, многочисленными медалями зарубежных стран
- Медаль и диплом Всемирного конгресса тюркских народов за исключительные заслуги перед тюркским миром (2015)[18]